# Gumbai

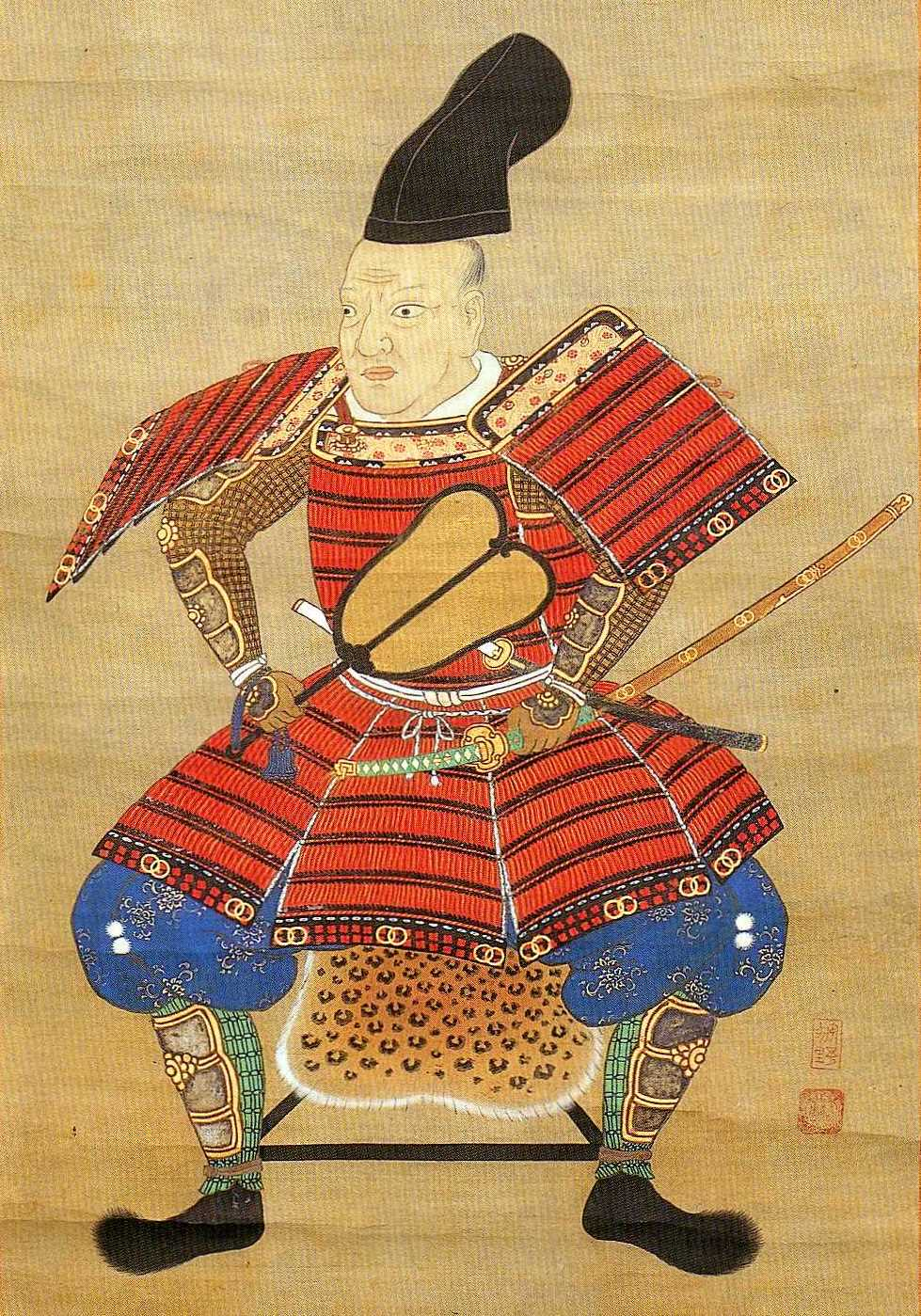
Der Daimyō Wakisaka Yasumoto mit Gumbai

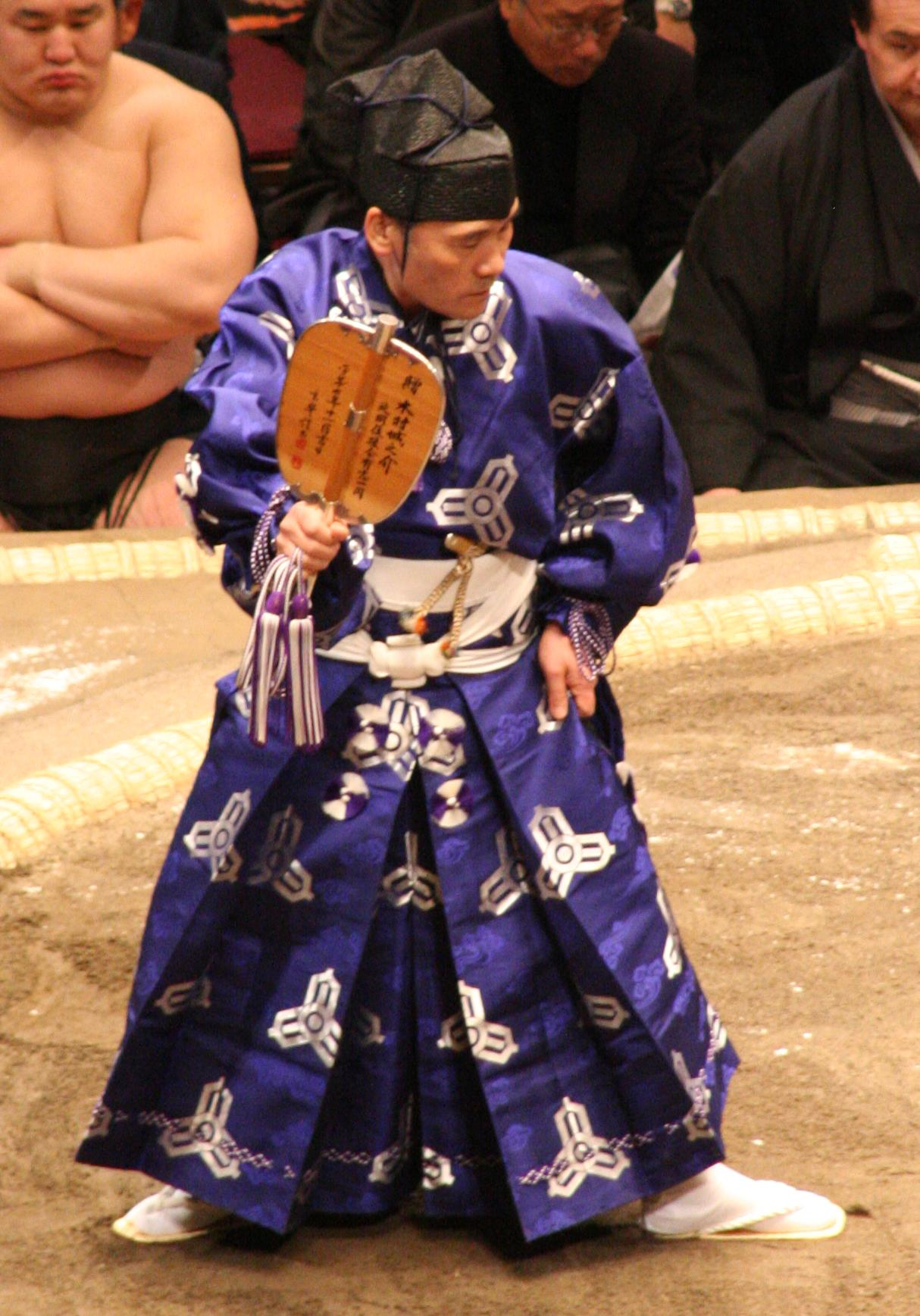
Gyōji mit Gumbai

Ein Gumbai (jap. 軍配), kurz für Gumbai Uchiwa (軍配団扇, dt. „Armeeaufstellungs-Fächer“), ist ein lackierter hölzerner Fächer in Form eines kleinen Schildes, der im mittelalterlichen Japan verwendet wurde, um Soldaten visuell Befehle zu übermitteln.
Heute dient er als Werkzeug der Gyōji (Sumō-Ringrichter), mit dessen Hilfe verschiedene Kommandos angezeigt werden, wie beispielsweise die Freigabe eines Kampfes. Auch wird der Sieger eines Sumokampfes bekanntgegeben, indem der Gyōji mit dem Gumbai in die Startrichtung des Siegers zeigt. Am Gunbai hängt eine lange Kordel, deren Farbe ebenso wie die Farben seines Gewandes über den Rang des Gyōji Aufschluss gibt. Auch der ebenfalls im Sumōring auftretende Yobidashi verwendet einen Fächer; dieser ist jedoch aus Papier und kein Gumbai.